# Jiří Skobla
Jiří Skobla  (né le 16 avril 1930 à Prague et mort le 18 novembre 1978 dans la même ville) est un athlète tchécoslovaque, spécialiste du lancer du poids.

## Carrière
Il remporte le titre des Championnats d'Europe de 1954, à Berne, grâce à un jet à 17,20 m, devant les Soviétiques Oto Grigalka et Heino Heinaste. Deux ans plus tard, il monte sur la troisième marche du podium des Jeux olympiques de 1956 (17,65 m), s'inclinant face aux Américains Parry O'Brien et William Nieder. Il se classe troisième des Championnats d'Europe de 1958 et des Jeux européens en salle de 1966.
Il décède d'un cancer du rein en 1978.

### Palmarès
| Date | Compétition             | Lieu      | Résultat | Marque  |
| ---- | ----------------------- | --------- | -------- | ------- |
| 1954 | Championnats d'Europe   | Berne     | 1er      | 17,20 m |
| 1956 | Jeux olympiques         | Melbourne | 3e       | 17,65 m |
| 1958 | Championnats d'Europe   | Stockholm | 3e       | 17,12 m |
| 1960 | Jeux olympiques         | Rome      | 9e       | 17,39 m |
| 1962 | Championnats d'Europe   | Belgrade  | 6e       | 17,87 m |
| 1966 | Jeux européens en salle | Dortmund  | 3e       | 18,08 m |

### Records
| Épreuve         | Performance | Lieu | Date |
| --------------- | ----------- | ---- | ---- |
| Lancer du poids | 18,52 m     |      | 1963 |